# 香港神社
香港神社（日语：／ Honkon Jinja）是大日本帝国香港占領地總督部（下稱“總督部”）在大正公園（今香港動植物公園）內興建的神社，社格為官社（具體社格不明），祭神是天照大神。香港神社與忠靈塔均為總督部投入大量資金與人力進行建設的項目。香港神社的結構今已不存。

## 位置與名稱
1942年（昭和十七年）9月10日，《香港日報》報導稱總督部計劃於香港總督府後的太平山東北面興建香港神社，其中大正公園被劃為神社內苑，而神社的外層與背景則分別是香港島全島與太平山。
“香港神社”一名原用於位於堅尼地道26號的香港國民學校（〔〕 Honkon kokumin gakkō）的校內神社。香港國民學校校舍本為香港日本人小學1935年起的校舍，由香港日資公司捐建而成，今屬一級歷史建築，供聖約瑟書院作擴建校舍之用。辻子實（ Zushi Minoru）推測在大正公園另建的香港神社為總督部計劃設立的官社，但未説明香港神社的具體社格。

## 歷史
香港神社與忠靈塔均為總督部投入大量資金與人力進行建設的項目。1942年（昭和十七年）9月10日，《香港日報》報導稱總督部計劃興建香港神社。10月，香港神社開始動工興建。當月8日，原樺太神社禰宜政所喜澄率其他神職由日本赴香港就任。11月19日，總督部於大正公園內樹立興建香港神社的標誌。23日，大日本刀匠協會（〔〕 Dai Nihon tōshō kyōkai）派遣6名刀匠赴香港鑄造將供奉於香港神社的御神刀。12月15日，香港神社御造營奉贊會（〔〕 Honkon Jinja o zōei hōsankai）成立，總督磯谷廉介兼任總裁，大日本帝國陸軍支那派遣军第23軍參謀長栗林忠道兼任會長。
1943年（昭和十八年）1月8日，位於梅道的神刀鍛鍊所舉行鑄造神刀典禮。2月，政所喜澄因伤寒病逝。5月13日，總督部因香港神社興建工程而禁止香港市民進入大正公園。香港神社興建工程期間不時傳出爆炸聲，總督部為此呼籲香港市民切勿“自相驚擾”。1945年（昭和二十年）1月，香港神社在其臨時神殿舉行地鎮祭。2月8日，香港神社竣工落成。20日，總督田中久一在香港神社主持總督部施政三周年紀念日（〔〕 Sōtokubu shisei san shūnen kinenbi）儀式。8月13日，總督部規定大和會（〔〕 Yamato kai）的正副會長與會員須於每月1、8、15日參拜香港神社，並准許香港市民平日自行參拜香港神社。15日，日本戰敗投降。香港神社的結構今已不存。

## 境內

香港神社鳥居所採用的明神鳥居樣式

香港神社境內面積共34萬坪（約1.12平方），以大正公園為內苑，興建香港神社所使用的石材爆取自司徒拔道香港墳場與養和醫院上方一帶的地段。根據辻子實的説法，香港神社內苑神門與迴廊的建築風格與建國忠靈廟相同，殿頂採用帝冠樣式，拜殿與本殿推測為木结构（具體構造不明），鳥居採用明神鳥居樣式，而非同类神社常见的“靖国鸟居”。《軍政下的香港：新生的大東亞核心》（〔〕 Gunsei-ka no Honkon: Shinsei shita Daitōa no chūkaku）一書的首頁載有假想的香港神社社殿鳥瞰圖（見資訊框）。

## 祭事
香港神社的祭神是天照大神。天照大神是天皇與日本皇室的始祖神，在《軍政下的香港：新生的大東亞核心》一書中被稱為“大東亞共榮圈的大親神、香港的守護神”。
香港神社的例祭日是10月17日。此外，香港神社在1945年（昭和二十年）2月17日舉行“創立鎮座祭”。